# Голигув
Голигув (пол. Gołygów) — село в Польщі, у гміні Тушин Лодзький-Східного повіту Лодзинського воєводства.